# Macrocarpaea noctiluca
Macrocarpaea noctiluca är en gentianaväxtart som beskrevs av Jason Randall Grant och Struwe. Macrocarpaea noctiluca ingår i släktet Macrocarpaea och familjen gentianaväxter. Inga underarter finns listade i Catalogue of Life.